# Jan Jacob Schultens

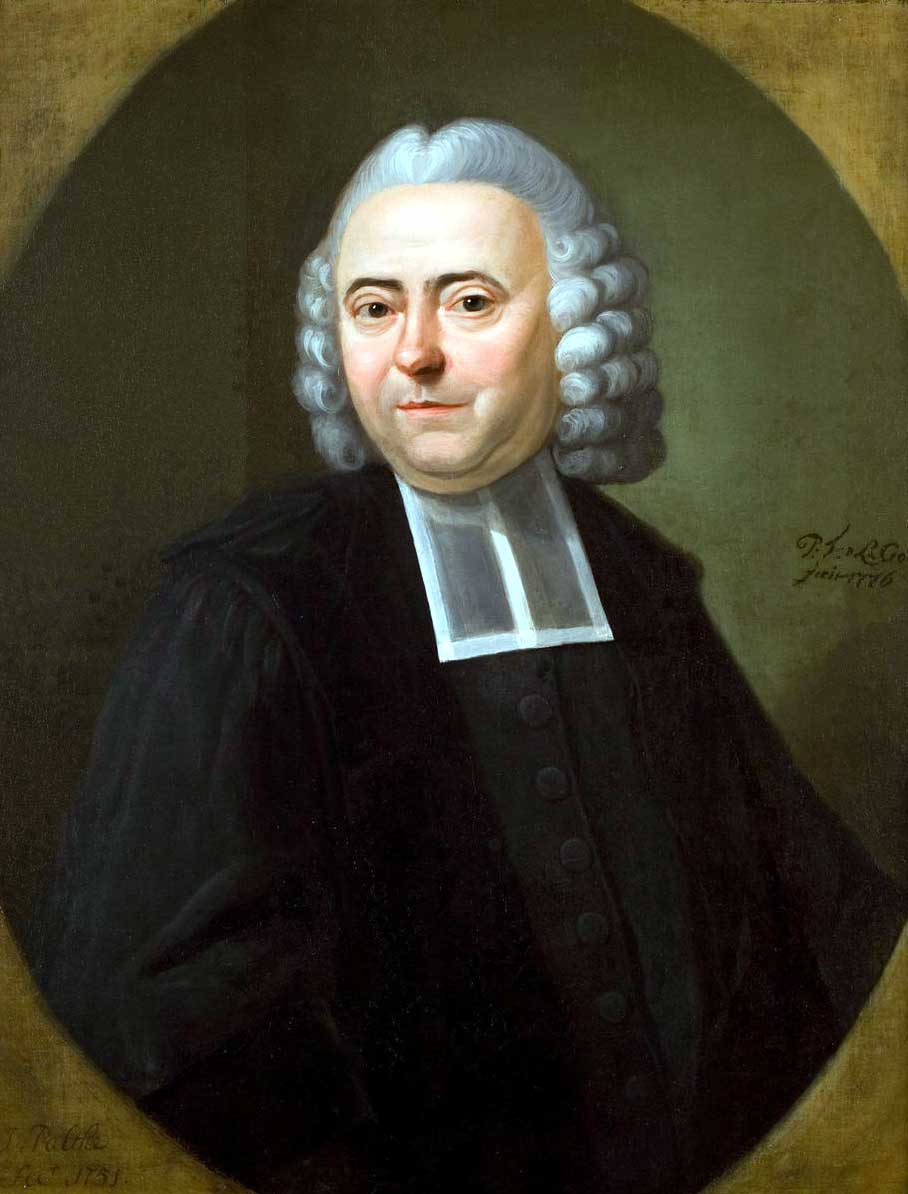
Jan Jacob Schultens

Jan Jacob Schultens auch: Johann Jakob Schultens, Joannes Jacobus Schultens (* 19. September 1716 in Franeker; † 27. November 1778 in Leiden) war ein niederländischer reformierter Theologe und Orientalist.

## Leben
Jan Jacob Schultens war Sohn von Albert Schultens. Er studierte Evangelische Theologie an der Universität Leiden. Durch seinen Vater angeleitet, hatte er hier 1742 die Abhandlung De utilitate dialectorum orientalium ad tuendam integritatem codicis hebraei verteidigt und im selben Jahr mit der Abhandlung Dissertatio ad locum Apostol. Philipp. II, 5-11 den akademischen Grad eines Doktors der Theologie erworben. 1744 wurde er Professor der orientalischen Sprachen an der Hohen Schule Herborn. 1749 wurde er zum Professor der Theologie und orientalischen Sprachen in Leiden berufen.
Zudem ernannte man ihn am 1. Februar 1751 zum Regent des Staten Collegs, eines theologischen Seminars in Leiden. Zu seinen Schülern zählten sein Sohn Hendrik Albert und Everard Scheidius. Jan Jacob Schultens war 1760/61 Rektor der Alma Mater.
Aus seiner in Herborn geschlossenen Ehe mit Susanne Amalie Schramm, Tochter des Professors in Herborn Johann Heinrich Schramm, stammt der Sohn Hendrik Albert Schultens (1749–1793), welcher ebenfalls Professor in Leiden wurde.

## Werke
- Dissertatio academica de uiiliiaie dialectorum orienialium ad tuendam inlegritaiem Codicis Hebraei. Leiden 1742
- Dissertatio theologica ad locum Phil. II, 5-11. Leiden 1743
- Oratio inauguralis de fructibus in theologiam redundantibus ex penitiore linguarum orienialium cognitione. Leiden 1749
- Nieuwjaarsgift aan twee voorstanders der formulieren. Leiden 1754
- Waarschuwing op de katechismusverklaringe van A. Comrie. Leiden 1755
- Brief aan S. Holtius ter overtuigelijker betoog der onschuld en der rechtzinnigheid van den Heer A. van der Os. Leiden 1755
- Hoognodig adres aan de theol. faculteit van Utrecht. Leiden 1755.
- Antwoord aan J Doitsma. Leiden 1755
- Antwoord aan den kerkeraad van Rotterdam. Leiden 1755
- Briefwisseling lussen J. J. S. en J Barueth. over de uitgave van den Heidelbergschen Catechismus, met het plan van inteekening daarvan. Dordrecht 1776
- Observationes in loca veterum, praecipue quae sunt de vindicta divina. vid. Luzac Joa. Exercitationum academicarum specimen (o. J., o. O.).
- E. Hollebeek, Redevoering over het toenemend kleinachten der goddelijke openbaring. Leiden 1765 (Übersetzung)